# Anton Benedetti-Pichler
Anton Alexander Benedetti-Pichler (* 1. April 1894 in Wien; † 10. Dezember 1964 in Camden, South Carolina) war ein österreichisch-US-amerikanischer Chemiker (Analytische Chemie), der als amerikanischer „Vater der Mikrochemie“ gilt.

## Leben
Benedetti-Pichler studierte ab 1913 Chemie an der TH Graz unterbrochen von Wehrdienst im Ersten Weltkrieg. 1920 legte er die zweite Staatsprüfung ab, ging in die chemische Industrie und wurde 1922 bei Fritz Pregl promoviert (Dr. techn.). Die Dissertation war über die quantitative Mikroanalyse organischer Substanzen. Von 1922 bis 1927 war er Assistent bei Friedrich Emich an der TH Graz und war nach der Habilitation 1927 Privatdozent. 1929 ging er in die USA als Instructor am Washington Square College der New York University bei William C. MacTavish, wo er später Assistant Professor wurde. Ursprünglich wollte er die Zeit nur nutzen, um den Westen der USA (Yellowstone) auch touristisch zu besuchen, blieb dann aber. 1940 wurde er Assistant Professor am Queens College in Flushing, 1947 Associate Professor und 1951 Professor. 1964 wurde er emeritiert. Wenig später starb er an einem Herzinfarkt und wurde in Camden beerdigt.
Daneben war er Berater bei der Socony-Vacuum Oil Company und bei den Forschungslaboratorien von General Motors. Er hielt Vorlesungen an der New York University (Graduate School).
1932 erhielt er den Fritz-Pregl-Preis, 1955 die Emich-Plakette der Österreichischen Gesellschaft für Mikrochemie, 1962 das Österreichische Ehrenkreuz für Wissenschaft und Kunst I. Klasse und 1963 den Anachem Award der Association of Analytical Chemists.
Benedetti-Pichler war mit Jenny Bierbaumer verheiratet.

## Werk
Er verbreitete ab 1930 die Kenntnis der von Fritz Pregl entwickelten Mikrochemie in den USA und sorgte für deren internationale Etablierung. Von ihm stammen zahlreiche mikroanalytische Methoden. Er hielt darüber zahlreiche Vorträge und Demonstrationen.  So demonstrierte er 1935 beim Treffen der American Chemical Society die Analyse einer Substanz, die vollständig unter dem Mikroskop erfolgte. 1951 gab er vor der Pittsburgh-Sektion der American Chemical Society die chemische Analyse eines Staubteilchens bekannt, das zehnmilliardstel Pfund wog. Von ihm stammen auch einige Lehrfilme. Er war Gründer und Vorsitzender der mikrochemischen Abteilung der American Chemical Society. Außerdem gründete er in New York die Metropolitan Microchemical Society, die spätere American Microchemical Society, war lange deren Vorsitzender und war einer der Herausgeber von deren Microchemical Journal und deren Microchimica Acta. Die Gesellschaft stiftete nach seinem Tod den A. A. Benedetti-Pichler Award, der 1966 erstmals und danach jährlich vergeben wurde.
Benedetti-Pichler gab bei Springer die Monographien aus dem Gebiet der quantitativen Mikroanalyse heraus.

## Schriften
- Waagen und Wägung, in: Friedrich Hecht, Michael Zacherl (Hrsg.), Handbuch der Mikrochemischen Methoden, Band 1, Teil 2, Springer 1959,
- mit Hanns Malissa: Anorganische Qualitative Mikroanalyse, Monographien aus dem Gebiet der quantitativen Mikroanalyse, Springer 1958
- Identification of materials : via physical properties chemical tests and microscopy, Springer 1964